# Kutter (Bootstyp)

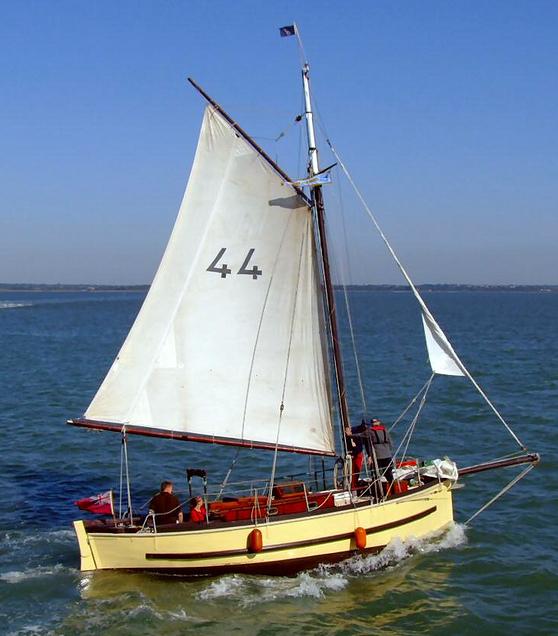
Slupgetakelter Gaffelkutter

Als Kutter (Lehnwort aus dem Englischen cutter, von: to cut ‚schneiden‘) werden verschiedene Boote und kleinere Schiffe bezeichnet. Kennzeichen des Kutters ist seine Rumpfform mit scharfem, (fast) senkrechtem Vorsteven und deutlicher Verjüngung an Bug und Heck. Dieser Linienriss ermöglicht eine relativ hohe Geschwindigkeit trotz der typischen gedrungenen Form.

## Geschichte

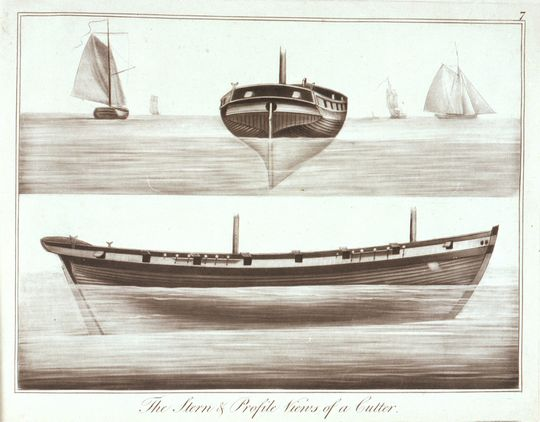
Kutterrumpf aus dem 18. Jahrhundert; im Gegensatz zum heutigen Kutter mit Spitzgatt besaß der historische Rumpf noch ein Spiegelheck

Der Kutter entstand erst gegen Mitte des 18. Jahrhunderts. Im Vergleich zu älteren Schiffstypen war das Vorschiff wesentlich schnittiger ausgeführt und deshalb schneller. Gleichzeitig konnte es aber auch eine für die Fahrzeuggröße verhältnismäßig große Ladung transportieren. Diese Kombination von Ladevermögen und Geschwindigkeit machte es für kostbare Ladung attraktiv. Eine weitere Besonderheit stellte die geklinkerte Beplankung des Rumpfes dar. Zu jener Zeit war eigentlich bei modernen Fahrzeugen die Kraweelbeplankung üblicher. Für die Küstenbevölkerung der Entstehungszeit, die bis dahin eher nur plumpe Kähne kannte, erschien der Kutter aber als echter Fortschritt. Kutter wurden zunächst mit allen möglichen Segeln, sogar mit Rahsegeln, gefahren und waren in ihren Rumpflängen zwischen 10 und 25 Meter lang.
Zusätzlich zu seiner besonderen Rumpfform kam die Riggung mit nur einem Mast, an dem als Großsegel ein Gaffelsegel und darüber vor dem Mast weitere Rahsegel gefahren wurden.
Die Schratbesegelung war zur Entstehungszeit des Schiffstypes noch nicht die Regel. Sie setzte sich durch, als sich zeigte, dass die Schratbesegelung einer Rahbesegelung in ihren Segelleistungen überlegen ist und weniger Personal zur Bedienung erfordert. Zu der Zeit kamen dann schon noch schnittigere Rümpfe auf, die den Kutter als Rumpfform zum Teil ablösten.

## Gegenwart
Erhalten geblieben ist der Kutter in seiner Rumpfform als robustes, seetüchtiges Beiboot in Rumpflängen von ca. 2,5 bis zu 12 Metern. In den Tagen vor der Motorisierung von Booten und Schiffen waren diese Beiboote neben ihrer Riemen zumeist mit einer Luggerbesegelung oder Sprietsegeln ausgestattet.
Gegen Ende des 20. Jahrhunderts erlebte die ursprünglich für Kutter typische Schratbetakelung mit mehreren Vorsegeln eine Renaissance im Sportbootsbau. Gerade die Einhand-Weltumsegler sind darauf angewiesen, ihre Segelfläche mit wenig Aufwand beherrschen zu können. Auch Rennyachten mit wenig Crew sind deshalb nicht selten mit sogenannten Kutterriggs versehen, einer direkten Weiterentwicklung der Schratbetakelung eines Kutters.

## Typen

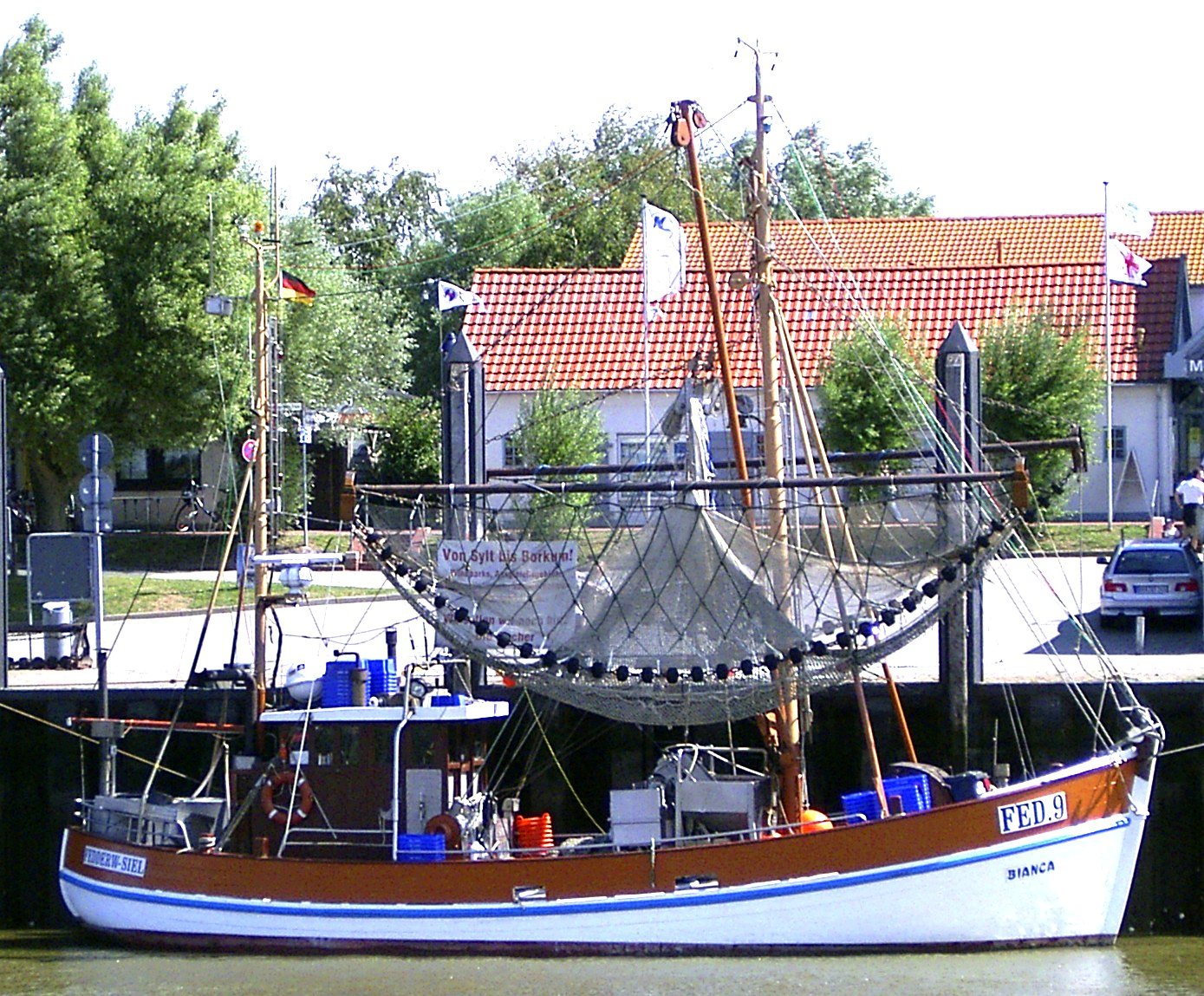
Krabbenkutter

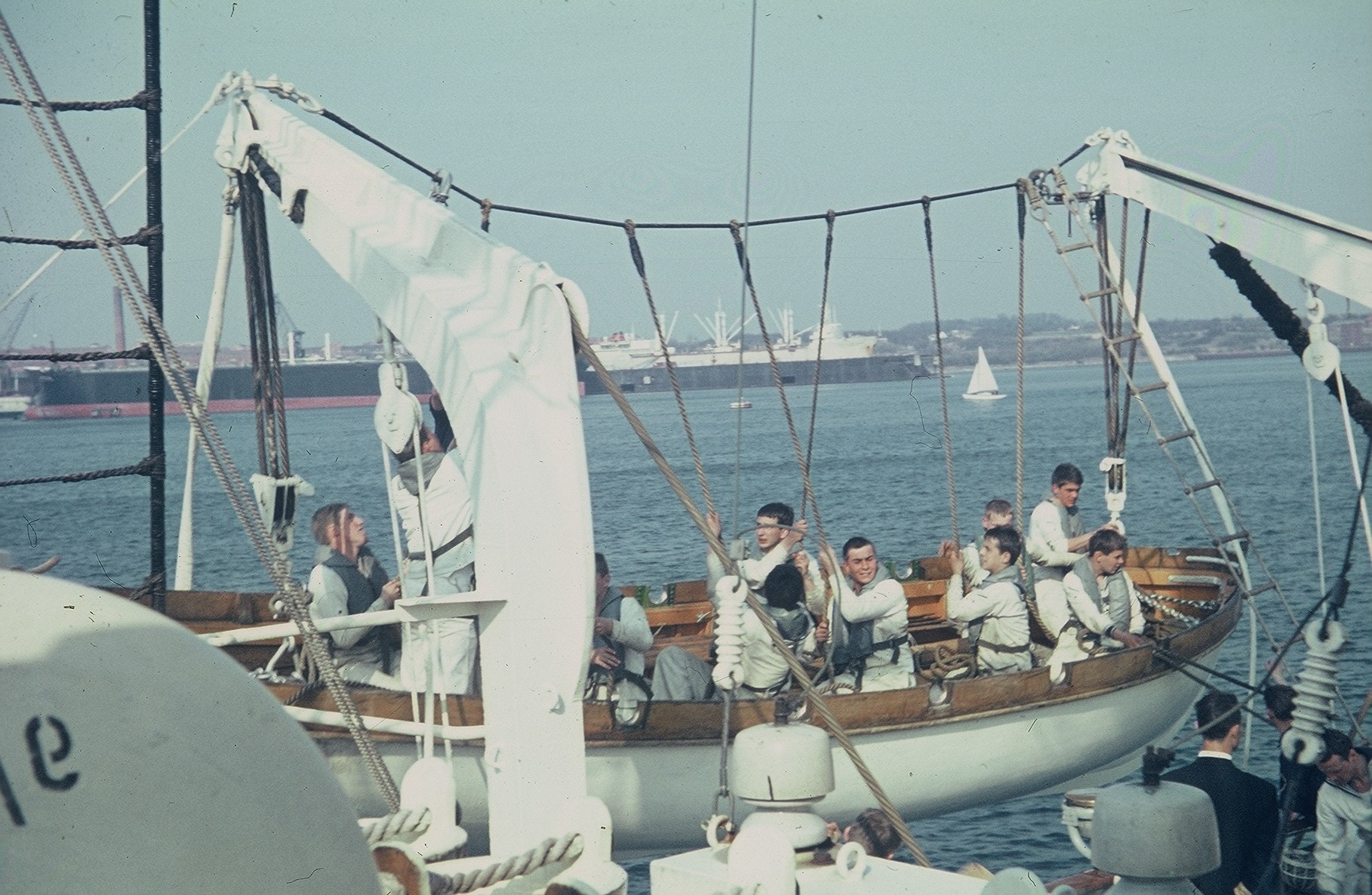
Ausbringen des Steuerbordkutters der Gorch Fock 1968. Die Kutter sind inzwischen aus Gewichtsgründen entfernt worden.

Kutter konnten als Kriegs-, Handels- oder Fischereifahrzeuge ausgelegt sein und wurden demgemäß mit einem oder mehreren Vorsätzen bezeichnet. Einige wichtige Kategorien sind nachstehend aufgeführt:
- In mehreren Marinen der Segelschiffära gab es mit einigen (bis zu zehn) Kanonen bzw. Karronaden bewaffnete Kutter, die als Kriegskutter gelistet waren. Sie führten ein Gaffel-Großsegel und mehrere Rahsegel am Mast sowie etliche Vorsegel. Die komplizierte Riggung erforderte eine größere Besatzung, die nur bei bewaffneten Einheiten verfügbar war. Sie wurden für Patrouillenfahrten, Kurier- und Vorpostendienste sowie als Zollschiffe, manchmal auch als Kaperschiffe verwendet (z. B. Le Renard).
- Fischkutter oder auch Krabbenkutter sind im Gegensatz zu Trawlern kleinere Motorschiffe für die Küstenfischerei und die kleine Hochseefischerei.  Es werden Baumkurrenkutter und Hochseekutter (mit einer Länge von mehr als 24 m über alles) eingesetzt. Der Name ist bei diesen motorisierten Booten lediglich aufgrund der verwendeten Rumpfform erhalten geblieben.[1]
- Kutteryacht. Historische, im Stile seetüchtiger Fischkutter gebaute schwere und langsame Yacht. Oft als Eineinhalb- oder Zweimaster ausgeführt.[2]
- Kriegsfischkutter (KFK) waren im Zweiten Weltkrieg schlanke Fischkutter von 24 m Länge, die auch als Vorpostenboote nutzbar waren. Einige von ihnen laufen heute noch als Angelkutter an der deutschen Ostseeküste.
- Mittlere Beiboote von Kriegsschiffen, die man rudern und segeln kann, werden ebenfalls als Kutter bezeichnet.[3]
- 17-m-Kutter
- 26,5-m-Kutter

Früher war der Kutter das häufigst verwendete Beiboot. Nachdem die Schiffe mit Davits für die Boote ausgestattet wurden, war der Kutter das größte so aufgehängte Beiboot. Daher diente er auch als Rettungsboot. Diese Kutter haben bis heute acht bis vierzehn Riemen zum Rudern. Später wurden die Kutter auch mit Dampfmaschinen, Elektromotoren und schließlich mit Verbrennungsmotoren ausgerüstet.
Die Kaiserliche Marine führte Kutter in vier Größen von 7,5 bis 9 Meter Länge. Vom Kutter II. Klasse abgeleitet sind die heutigen Sportbootklassen Marinekutter (K II K) und Jugendwanderkutter (JWK). Der Kutter ZK10 geht ebenfalls auf das Beiboot zurück.

## Cutter als Küstenwachfahrzeuge

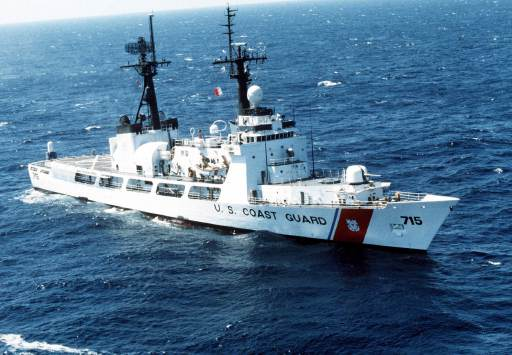
Alle Schiffe der US-Küstenwache werden Cutter genannt

Beim britischen Grenzschutz („Border Force“) und der US-amerikanischen Küstenwache („Coastguard“) wird fast jedes Wasserfahrzeug unabhängig vom tatsächlichen Bootstyp Cutter genannt. Ursprünglich waren für diese Zwecke tatsächlich gesegelte Kutter verwendet worden, die traditionelle Rumpfbezeichnung ist im Laufe der Zeit zu der Funktionsbezeichnung „Fahrzeug der Küstenwache“ geworden.